# Maria Gabriella di Lussemburgo
Maria Gabriella di Lussemburgo (nome completo in tedesco Marie Gabrielle Aldegunde Wilhelmine Louise; Colmar-Berg, 2 agosto 1925 – Lejre, 9 febbraio 2023) è stata una principessa lussemburghese.

## Biografia
Nata nel castello di Berg come principessa di Lussemburgo, principessa di Nassau e principessa di Borbone-Parma, Maria Gabriella era la quarta figlia della granduchessa Carlotta di Lussemburgo e del principe Felice di Borbone-Parma, sorella del granduca Giovanni di Lussemburgo e zia dell'attuale granduca Enrico. I suoi nonni paterni erano Roberto I di Parma e Maria Antonia di Braganza, quelli materni Guglielmo IV di Lussemburgo e Maria Anna di Braganza.
Il 6 novembre 1951 ha sposato il Conte Canuto Giovanni Luigi di Holstein-Ledreborg (2 ottobre 1919 - 25 giugno 2001), un nobile danese di religione cattolica romana (bisnipote del Conte Ludvig Holstein-Ledreborg, primo ministro danese nel 1909). Hanno avuto sette figlie:
- Monica Charlotte Maria Luisa (n. 29 luglio 1952), ha sposato il 13 settembre 2003 Henri de Dompierre de Jonquières (n. 1950);
- Lydia Maria Adelaide (n. 22 febbraio 1955), ha sposato suo cugino, il principe Eric di Borbone-Parma (n. 1953);
- Veronica Birgitte Maria (n. 29 gennaio 1956), ha sposato François Bruno de Pottère (n. 1949);
- Silvia Charlotte Maria (n. 1º gennaio 1958), ha sposato Munro di Foulis (n. 1959);
- Camilla Josephine Marie (26 febbraio 1959 - 4 luglio 2010), ha sposato Eric Rudolf Baron Bertouch Lehn-til-Højbygaard Lungholm (n. 1956);
- Tatiana Alix Marie (n. 25 aprile 1961), ha sposato Mark von Riedemann (n. 1964);
- Antonia Charlotte Marie Jeannette (n. 19 giugno 1962), sorella consacrata della Comunità dell'Emmanuele nel 1992.

La principessa Maria Gabriella di Lussemburgo è morta a 97 anni il 9 febbraio 2023.

## Ascendenza
|                                |                       |                                           | Genitori                                    |  |  | Nonni |  |  | Bisnonni           |  |  | Trisnonni         |  |
|                                |                       |                                           |                                             |  |  |       |  |  | Carlo III di Parma |  |  | Carlo II di Parma |  |
|                                |                       |                                           |                                             |  |  |       |  |  | Carlo III di Parma |  |  | Carlo II di Parma |  |
|                                |                       | Maria Teresa di Savoia                    |                                             |  |  |       |  |  | Carlo III di Parma |  |  |                   |  |
| Roberto I di Parma             |                       |                                           |                                             |  |  |       |  |  | Carlo III di Parma |  |  |                   |  |
|                                |                       | Luisa Maria di Borbone-Francia            | Carlo Ferdinando di Borbone-Francia         |  |  |       |  |  |                    |  |  |                   |  |
|                                |                       | Luisa Maria di Borbone-Francia            | Carlo Ferdinando di Borbone-Francia         |  |  |       |  |  |                    |  |  |                   |  |
|                                |                       | Luisa Maria di Borbone-Francia            | Carolina di Borbone-Due Sicilie             |  |  |       |  |  |                    |  |  |                   |  |
| Felice di Borbone-Parma        |                       | Luisa Maria di Borbone-Francia            |                                             |  |  |       |  |  |                    |  |  |                   |  |
|                                |                       | Michele del Portogallo                    | Giovanni VI di Portogallo                   |  |  |       |  |  |                    |  |  |                   |  |
|                                |                       | Michele del Portogallo                    | Giovanni VI di Portogallo                   |  |  |       |  |  |                    |  |  |                   |  |
|                                |                       | Michele del Portogallo                    | Carlotta Gioacchina di Borbone-Spagna       |  |  |       |  |  |                    |  |  |                   |  |
| Maria Antonia di Braganza      |                       | Michele del Portogallo                    |                                             |  |  |       |  |  |                    |  |  |                   |  |
|                                |                       | Adelaide di Löwenstein-Wertheim-Rosenberg | Costantino di Löwenstein-Wertheim-Rosenberg |  |  |       |  |  |                    |  |  |                   |  |
|                                |                       | Adelaide di Löwenstein-Wertheim-Rosenberg | Costantino di Löwenstein-Wertheim-Rosenberg |  |  |       |  |  |                    |  |  |                   |  |
|                                |                       | Adelaide di Löwenstein-Wertheim-Rosenberg | Agnese di Hohenlohe-Langenburg              |  |  |       |  |  |                    |  |  |                   |  |
| Maria Gabriella di Lussemburgo |                       | Adelaide di Löwenstein-Wertheim-Rosenberg |                                             |  |  |       |  |  |                    |  |  |                   |  |
|                                | Adolfo di Lussemburgo | Guglielmo di Nassau                       |                                             |  |  |       |  |  |                    |  |  |                   |  |
|                                | Adolfo di Lussemburgo | Guglielmo di Nassau                       |                                             |  |  |       |  |  |                    |  |  |                   |  |
|                                | Adolfo di Lussemburgo | Luisa di Sassonia-Hildburghausen          |                                             |  |  |       |  |  |                    |  |  |                   |  |
| Guglielmo IV di Lussemburgo    | Adolfo di Lussemburgo |                                           |                                             |  |  |       |  |  |                    |  |  |                   |  |
|                                |                       | Adelaide Maria di Anhalt-Dessau           | Federico Augusto di Anhalt-Dessau           |  |  |       |  |  |                    |  |  |                   |  |
|                                |                       | Adelaide Maria di Anhalt-Dessau           | Federico Augusto di Anhalt-Dessau           |  |  |       |  |  |                    |  |  |                   |  |
|                                |                       | Adelaide Maria di Anhalt-Dessau           | Maria Luisa Carlotta d'Assia-Kassel         |  |  |       |  |  |                    |  |  |                   |  |
| Carlotta di Lussemburgo        |                       | Adelaide Maria di Anhalt-Dessau           |                                             |  |  |       |  |  |                    |  |  |                   |  |
|                                |                       | Michele del Portogallo                    | Giovanni VI di Portogallo                   |  |  |       |  |  |                    |  |  |                   |  |
|                                |                       | Michele del Portogallo                    | Giovanni VI di Portogallo                   |  |  |       |  |  |                    |  |  |                   |  |
|                                |                       | Michele del Portogallo                    | Carlotta Gioacchina di Borbone-Spagna       |  |  |       |  |  |                    |  |  |                   |  |
| Maria Anna di Braganza         |                       | Michele del Portogallo                    |                                             |  |  |       |  |  |                    |  |  |                   |  |
|                                |                       | Adelaide di Löwenstein-Wertheim-Rosenberg | Costantino di Löwenstein-Wertheim-Rosenberg |  |  |       |  |  |                    |  |  |                   |  |
|                                |                       | Adelaide di Löwenstein-Wertheim-Rosenberg | Costantino di Löwenstein-Wertheim-Rosenberg |  |  |       |  |  |                    |  |  |                   |  |
|                                |                       | Adelaide di Löwenstein-Wertheim-Rosenberg | Agnese di Hohenlohe-Langenburg              |  |  |       |  |  |                    |  |  |                   |  |
|                                |                       | Adelaide di Löwenstein-Wertheim-Rosenberg |                                             |  |  |       |  |  |                    |  |  |                   |  |